# 산파올로벨시토
산파올로벨시토(이탈리아어: San Paolo Bel Sito)는 이탈리아 캄파니아주 나폴리현에 위치한 코무네다. 나폴리로부터 북동쪽으로 25km 거리에 있다.